# Карвалью (Пенакова)
Карвалью (порт. Carvalho) — район (фрегезия) в Португалии, входит в округ Коимбра. Является составной частью муниципалитета Пенакова. Находится в составе крупной городской агломерации Большая Коимбра. По старому административному делению входил в провинцию Бейра-Литорал. Входит в экономико-статистический субрегион Байшу-Мондегу, который входит в Центральный регион. Население составляет 977 человек на 2001 год. Занимает площадь 31,90 км².
Покровителем района считается Дева Мария (порт. Nossa Senhora da Conceição).